# Idaea nudaria
Idaea nudaria är en fjärilsart som beskrevs av Hugo Theodor Christoph 1881. Idaea nudaria ingår i släktet Idaea och familjen mätare. Inga underarter finns listade i Catalogue of Life.